# Marco Leonardi
Marco Leonardi (* 14. November 1971 in Melbourne, Victoria, Australien) ist ein italienischer Filmschauspieler.

## Leben
Leonardi wurde als Sohn italienischer Eltern in Australien geboren und zog mit ihnen bereits 1975, im Alter von vier Jahren, nach Rom, wo er seine Kindheit und Jugend verbrachte. Bereits als Dreijähriger war Leonardi in einem australischen Werbespot zu sehen, dem in seiner italienischen Heimat weitere folgen sollten. Sein Debüt als Schauspieler gab er im Alter von 16 Jahren im italienischen Filmdrama Ultimo minuto aus dem Jahr 1987. Seinen Durchbruch feierte er jedoch erst 1988 in Giuseppe Tornatores mit dem Oscar gekrönten Film Cinema Paradiso.
In den 1990er Jahren zog Leonardi nach Los Angeles in den Vereinigten Staaten, wo er mittlerweile seinen Zweitwohnsitz hat. Hier gelang es ihm, auch in US-amerikanischen Filmen, aber auch in internationalen Koproduktionen, Rollen zu bekommen. Neben der Rolle des Urija im 1997 gedrehten Film Die Bibel – David stand er auch 2000 im dritten Teil von From Dusk Till Dawn, The Hangman’s Daughter vor der Kamera. 2007 spielte er zudem in der Filmbiografie Maradona, la mano di Dio Diego Maradona.
Marco Leonardi war von 1991 bis 1999 mit der mexikanischen Schauspielerin Lumi Cavazos liiert; im Jahr 2000 bildete er kurzzeitig mit der ebenfalls als Schauspielerin tätigen Rebecca Gayheart ein Paar. Er ist ledig und hat bislang keine Kinder.

## Filmografie (Auswahl)
- 1986: Die Braut war wunderschön (La sposa era bellissima)
- 1988: Cinema Paradiso (Nuovo Cinema Paradiso)
- 1992: Bittersüße Schokolade (Como agua para chocolate)
- 1995: Im Sog des Bösen (Desperate Measures)
- 1996: The Stendhal Syndrome (La sindrome di Stendhal)
- 1997: Die Bibel – David (David)
- 2000: From Dusk Till Dawn 3 – The Hangman’s Daughter (From Dusk Till Dawn 3 – The Hangman’s Daughter)
- 2001: Die Kreuzritter 4 – Das Gewand Jesu (I cavalieri che fecero l'impresa)
- 2001: Texas Rangers (Texas Rangers)
- 2003: Irgendwann in Mexico (Once Upon a Time in Mexico)
- 2008: L’ultimo padrino
- 2019: Martin Eden
- 2022: Padre Pio
- 2024: Mein Platz ist hier (Il mio posto è qui)